# Agata Borowiec
Agata Borowiec (ur. 13 czerwca 1987 w Biłgoraju) – polska polityk, prawniczka i przedsiębiorca, posłanka na Sejm VIII kadencji.

## Życiorys
Ukończyła liceum ogólnokształcące w Biłgoraju, następnie zaś administrację na Wydziale Prawa i Administracji Uniwersytetu Kardynała Stefana Wyszyńskiego (licencjat, 2009) oraz rachunkowość na Uniwersytecie Warszawskim (magisterium, 2012). W 2019 uzyskała magisterium z prawa na Uniwersytecie Marii Curie-Skłodowskiej w Lublinie. Kształciła się także na podyplomowym studium w Wyższej Szkole Kultury Społecznej i Medialnej w Toruniu. Zajęła się prowadzeniem własnej działalności gospodarczej jako właścicielka agencji reklamowo-szkoleniowej.
Zaangażowała się w działalność polityczną w ramach Prawa i Sprawiedliwości i Forum Młodych PiS. Była asystentką społeczną Jana Szyszki. Bezskutecznie kandydowała do samorządu województwa w 2006 z listy PiS i w 2010 z ramienia Stronnictwa „Piast”, zaś w 2009 wystartowała do Parlamentu Europejskiego z listy Prawicy Rzeczypospolitej. W 2014 uzyskała mandat radnej sejmiku lubelskiego. W wyborach w 2015 kandydowała do Sejmu w okręgu chełmskim. Została wybrana na posłankę VIII kadencji, otrzymując 17 183 głosy. W 2019 nie ubiegała się o reelekcję.